# Самойловичі (село)
Само́йловичі (біл. Самойлавічы) — село в Березовському районі Берестейської області (Білорусь). Станом на 2014 рік є частиною міста Береза.

## Відомі особи
- Микола Дубовський (Дубоўскі Мікалай Аляксандравіч), білоруський письменник.